# Pastor de Karst
El pastor de Karst (en esloveno: kraški ovčar, también kraševec) es la única raza de perros de origen esloveno. En el pasado el pastor de Karst se utilizaba especialmente como perro de pastoreo por su buena presencia y capacidad de guiar y proteger el ganado. Hoy en día se ha convertido en un perro de compañía, que puede ser, con su carácter vivaz y activo, un excelente perro de familia.

## Apariencia
Aunque de tamaño medio, es un perro fuerte. La altura de hombros se encuentra entre 55 y 60 cm y su peso óptimo de 30 a 40 kg. Las hembras normalmente pesan un 10% menos y son también más bajas. La cabeza es ancha, la altura y el ancho de la cabeza son iguales. El cráneo es un poco más largo (de 13 a 14 cm) que el hocico (de 11 a 12 cm). Los dientes son fuertes y cuando se cierran forman lo que se denomina "mordedura en forma de tijeras". Los ojos son marrones o castaños, las orejas bajadas. La cola es larga, pareciéndose a un sable. El pelo es tupido y bastante largo (de unos 14 cm), normalmente de color gris con manchas oscuras, con lanilla interna abundante y suave.

## Temperamento
El pastor de Karst es un perro tranquilo, listo y vivaz, pero también valiente, fuerte y dominante. Se entrega a su amo y a su rebaño y es capaz de defenderlos con todo su empeño. Es un animal específicamente individual que no confía en los desconocidos.
Es muy apreciado por los pastores porque es un líder excelente, sabe defender su rebaño y resiste las peores condiciones climáticas. Si se lo cría desde pequeño, el pastor de Karst puede también ser un excelente y paciente miembro de la familia.

## Historia
El hecho de que el pastor de Karst sea una raza de perros muy antigua es evidente en el libro "Slava vojvodine Kranjske" de Janez Vajkard Valvasor, escrito en el siglo XVII y donde se describen perros valientes y fuertes supuestamente criados cerca del río Pivka.
Existen varias variantes sobre el origen de la raza: la más probable cuenta que proviene de la raza "canis molosus" de origen asiático y que llegó a Europa a través de Grecia. Otra variante dice que sus antecedentes llegaron de la Península itálica, mientras que la tercera opción (y menos probable) afirma que lo trajeron los eslavos desde más allá de la cordillera de los Urales.
En 1968, después de muchos esfuerzos por parte de cinólogos eslovenos, el pastor de Karst fue oficialmente reconocido por la Federación Cinológica Internacional como una raza eslovena, convirtiéndolo en la única raza de perros eslovena que goza también de reconocimiento internacional.
La población estimada en 2008 era 600 o 700 perros. La mayoría de los pastores de Karst vive en Eslovenia, aunque se pueden encontrar también en Croacia, Italia, Austria, Alemania, Holanda y Suiza. Según la cantidad de perros incluidos en la cría, el perro de Karst es una raza en peligro de extinción (al terminar la Segunda Guerra Mundial quedaban solo pocos ejemplares, lo que puede explicar la escasez de estos perros hoy en día).